# Aparallactus lineatus
Aparallactus lineatus (смугастий багатоніжкоїд) — вид отруйних змій родини земляних гадюк (Atractaspididae). Мешкає в Західній Африці.

## Поширення і екологія
Смугасті багатоніжкоїди мешкають в Гвінеї, Ліберії, Кот-д'Івуарі і Гані, можливо, також в Того. Вони живуть у вологих тропічних лісах.

## Збереження
МСОП класифікує стан збереження цього виду як близький до загрозливого. Aparallactus lineatus загрожує знищення природного середовища.